# Winfield T. Durbin

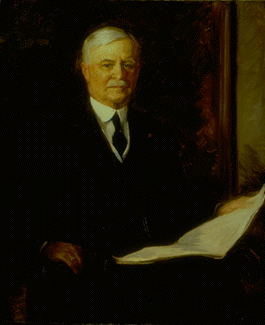
Winfield T. Durbin

Winfield Taylor Durbin (* 4. Mai 1847 in Lawrenceburg, Indiana; † 18. Dezember 1928 in Anderson, Indiana) war ein US-amerikanischer Politiker und zwischen 1901 und 1905 der 25. Gouverneur von Indiana.

## Frühe Jahre
Durbin besuchte die Grundschule in New Philadelphia in Indiana. Anschließend besuchte er eine Handelsschule in St. Louis. Trotz seiner Jugend wurde Durbin Soldat der Unionsarmee während des Amerikanischen Bürgerkriegs. Er war unter anderem an der Belagerung der Festung Vicksburg in Mississippi beteiligt. Nach dem Bürgerkrieg arbeitete er als Lehrer und Gerber im Washington County. Er spielte auch eine führende Rolle in der „Grand Army of the Republic“ abgekürzt GAR. Das war eine Veteranenvereinigung ehemaliger Unionssoldaten des Bürgerkrieges. Gleichzeitig betrieb Durbin eine Papierfabrik und er war im Vorstand der Citizens Bank in Anderson. Während des Spanisch-Amerikanischen Krieges von 1898 diente Durbin als Oberst in der US-Armee.

## Politik
Durbin war zwischen 1890 und 1897 Mitglied des Parteivorstands der Republikanischen Partei von Indiana. Einige Jahre davon war er sogar Vorsitzender der Landespartei. In den Jahren 1892 und 1896 war er republikanischer Wahlmann bei den Präsidentschaftswahlen. Im Jahr 1900 wurde er als Kandidat seiner Partei zum neuen Gouverneur von Indiana gewählt. Durbins vierjährige Amtszeit begann am 14. Januar 1901. In dieser Zeit förderte er den Ausbau des Straßennetzes in Indiana. Außerdem forderte er bereits zu diesem frühen Zeitpunkt Gesetze zur Regelung des Automobilverkehrs, der damals allerdings noch relativ unbedeutend war, aber zunehmend an Bedeutung gewinnen sollte. Gouverneur Durbin war auch ein entschiedener Gegner des damals weit verbreiteten Lynchsystems. Im Jahr 1903 hat er sogar einmal die Nationalgarde gegen einen Lynchmob eingesetzt.

## Weiterer Lebenslauf
Durbans Amtszeit endete am 9. Januar 1905. Danach widmete er sich wieder seinen privaten wirtschaftlichen Interessen in Anderson. Dort wurde er zum Millionär. Im Jahr 1912 bewarb er sich erfolglos um eine Rückkehr in das Amt des Gouverneurs. Danach zog er sich endgültig aus der Politik zurück. Er starb 1928 in Anderson. Winfield Durbin war mit Berta McCullogh verheiratet, mit der er zwei Kinder hatte.